# هاوانا تایمز
هاوانا تایمز (به انگلیسی: Havana Times) وبلاگ و نشریه الکترونیکی مستقل کوبایی است که در سال ۲۰۰۸ شروع به‌کار کرد. بیشتر مشارکت‌کنندگان این نشریه در هاوانا، سانتیاگو د کوبا و گوانتانامو زندگی می‌کنند.